# 真野インターチェンジ
真野インターチェンジ（まのインターチェンジ）は、滋賀県大津市真野大野にある国道161号琵琶湖西縦貫道路（湖西道路）のインターチェンジ。

## 道路
- 湖西道路 ※琵琶湖西縦貫道路の一部を成す。

## 接続道路
- 国道477号（レインボーロード）

## 周辺
- 滋賀県立北大津養護学校
- 大津市立真野小学校
- 大津市真野市民センター
- イズミヤ堅田店
- ヤマダ電機
- 上新電機

## 隣
琵琶湖西縦貫道路（湖西道路）
和迩IC - 真野IC - 仰木雄琴IC